# Богодаровка (Николаевская область)
Богода́ровка (укр. Богодарівка) — село в Еланецком районе Николаевской области Украины.
Основано в 1790 году. Население по переписи 2001 года составляло 95 человек. Почтовый индекс — 55550. Телефонный код — 5159. Занимает площадь 0,5 км².

## Местный совет
55550, Николаевская обл., Еланецкий р-н, с. Маложеневка, ул. Шевченка, 10